# Dreidel

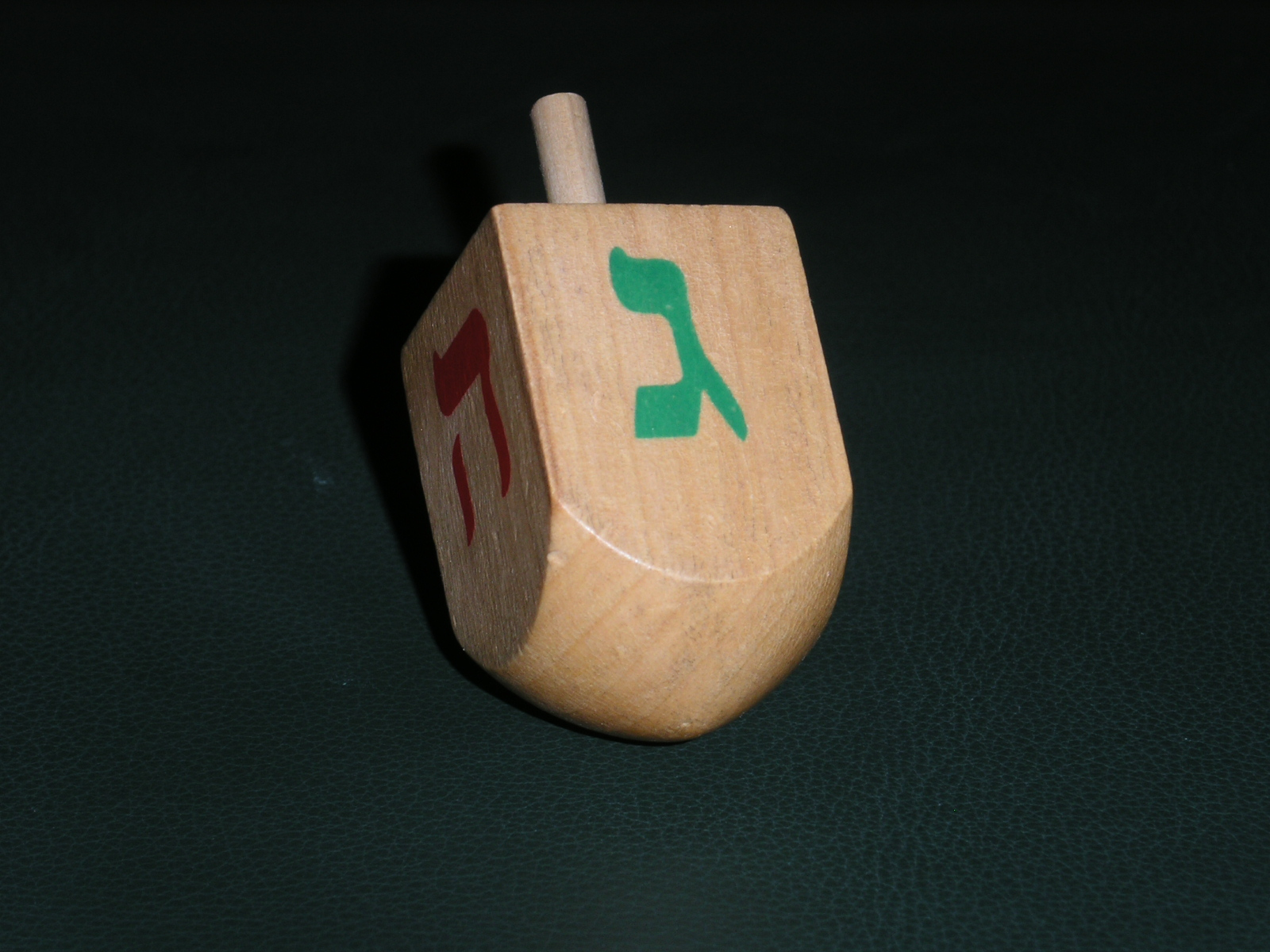
Um dreidel.

O dreidel (סביבון , Sevivon) é um pião de 4 lados jogado durante o feriado judaico de Chanucá.
Cada lado do dreidel possui uma letra do alfabeto hebraico: נ (Nun), ג (Gimel), ה (Hei), ש (Shin), que juntas foram o acrônimo para "נס גדול היה שם" (Nes Gadol Haya Sham – "um grande milagre aconteceu lá").
Estas letras também são um mnemônico para as regras do jogo tradicionalmente jogado pelas crianças com o dreidel Nun para a palavra Yiddish "nit" ('nada'), hei para "halb" ('metade'), guímel para "gants" ('tudo'), and shin para "shteln" ('coloque').

## Em Israel
Em Israel, ao invés de ש (Shin), a letra פ (Pe) é usada para indicar a localização do milagre — "פה" (Po – "aqui").
Este costume foi adotado depois da captura de Jerusalém durante a Guerra dos Seis Dias, mas é rejeitado pela maioria do Haredim. Por isso, nas lojas de brinquedos de Meah Shearim, um enclave ultra-ortodoxo, são os únicos lugares onde podem ser encontrados os dreidels com "Shin".

## Origem das Palavras
A palavra Yiddish "dreidel" vem da palavra alemã "drehen" ("volta", "vez").
A palavra hebraica "sevivon" vem da raiz "sivuv" ("volta") e foi inventada por Itamar Ben-Avi (o filho de Eliezer Ben-Yehuda) quando tinha apenas 5 anos. Antes disso, outras palavras foram usadas por Hayyim Nahman Bialik em seus poemas.

## Origem do Jogo

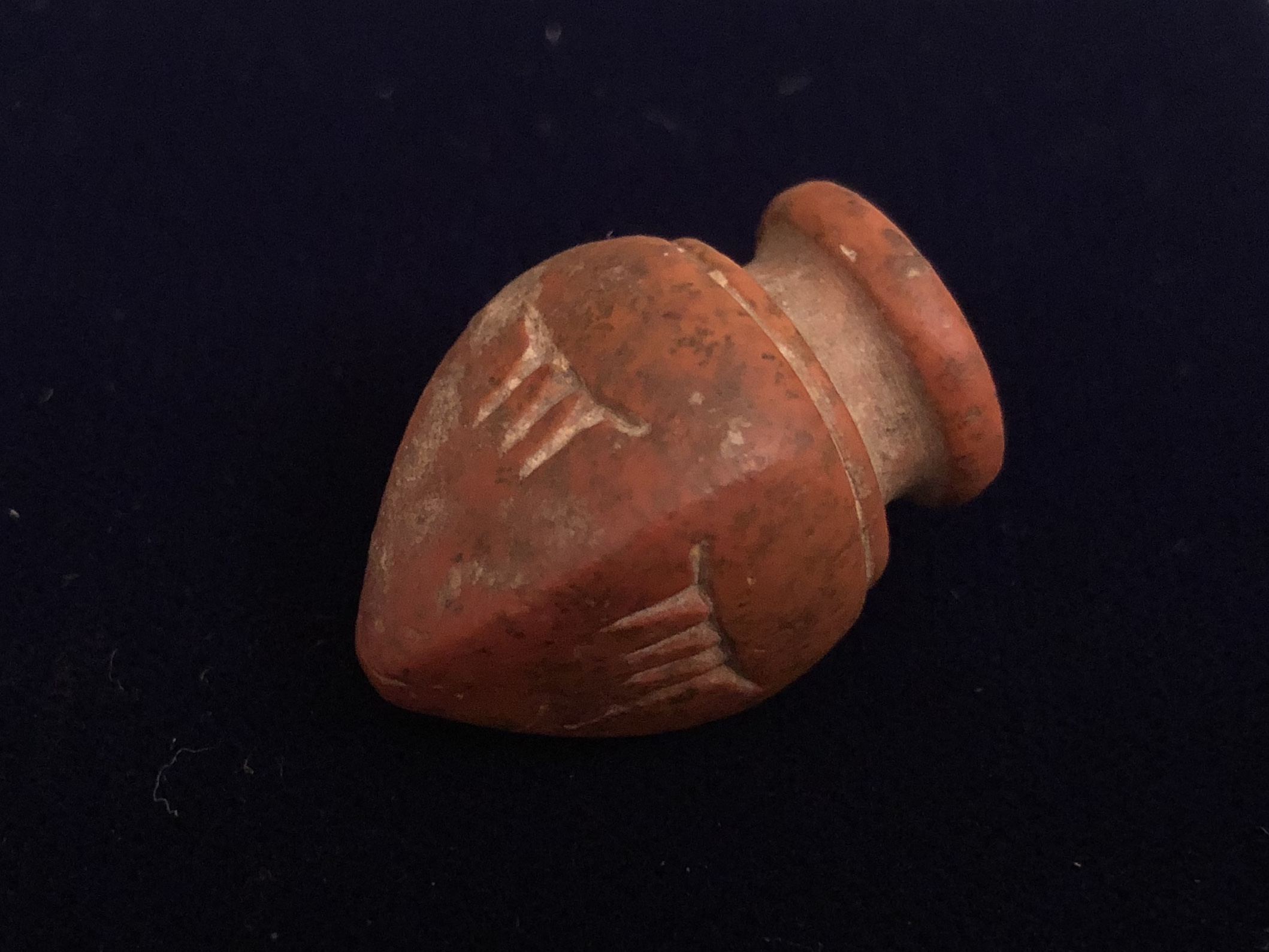
Antigo pião do Oriente Médio que lembra um dreidel, datado por Wilfred G. Lambert, meados do século II a.C.

Segundo David Golinkin, rabino e professor e reitor do Schechter Institute of Jewish Studies em Jerusalém, a  partir do século XIX, muitos rabinos procuraram explicações para o jogo do dreidel.
Uma explicação aventada é que o dreidel é jogado em parte para comemorar um jogo que os judeus sob o domínio Grego jogam para camuflar o estudo da Torá. Apesar da lei grega proibir esse estudo, os judeus se reuniam em cavernas para fazê-lo. Um vigia era posto para alerta o grupo da presença de soldados gregos, e caso esses aparecessem os judeus guardavam seus estudos e começavam a rodar piões e jogar com moedas.
Outras explicações existem, mas o mais provável, segundo Golinkin, é que o dreidel seja apenas uma variante de outros jogos semelhantes como o totum ou teetotum, jogado na Inglaterra e Irlanda na época do Natal pelo menos desde 1500, ou de um jogo semelhante, da Alemanha, onde aparecem no pião as letras N = Nichts = nada; G = Ganz = tudo; H = Halb = metade; e S = Stell ein = coloque.

## Como Jogar
Parte da tradição é jogar sob a luz da Chanukiá de Chanucá, para manter as crianças entretidas enquanto as velas queimam.
Para começar, cada jogador deve receber a mesma quantidade de moedas iguais (ou o mesmo valor, o que pode ser confuso para crianças pequenas). Dez a quinze moedas é um valor razoável. Também podem ser utilizadas fichas, nozes ou outro marcador.
A cada partida, eles devem depositar uma quantia igual na mesa (combinada anteriormente). A cada rodada de uma partida, cada jogador deve girar o sevivon em sequência, e obedecer o que manda a letra que obtiver:
- נ - Nun: não perde nem ganha nada
- ג - Guímel: ganha todas as moedas da mesa
- ה - Hei: ganha a metade das moedas da mesa
- ש - Shin: deposita na mesa o mesmo valor que depositou no início

O jogo pode durar até que um jogador tenha ficado com todo o dinheiro, ou simplesmente quando os jogadores quiserem parar.